# جامع مولاي محمد

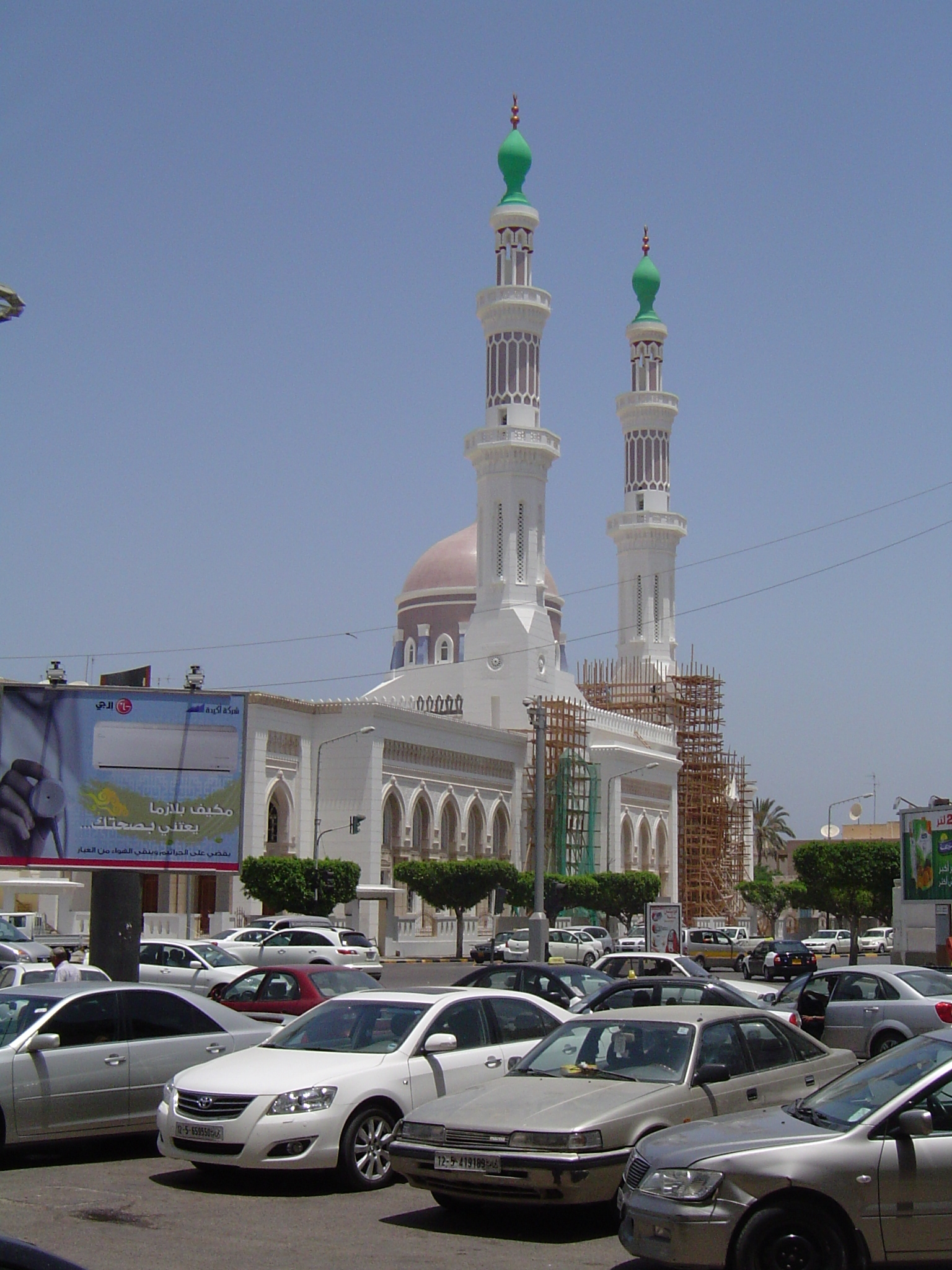
مسجد مولاي محمد بطرابلس

جامع مولاي محمد أو مسجد مولاي محمد هو أول مسجد يبنى خارج أسوار العاصمة الليبية طرابلس القديمة، قبل 4 قرون، وأنشأ بانحراف في اتجاه القبلة.
ارشيف وزارة الشباب والشؤون الاجتماعية

## تاريخ المسجد
يرجع تأسيس المسجد إلى رجل صالح من المغرب، مر من مكان المسجد في طريقه إلى الحج، ونسي صرة من الذهب طمرها حيث نزل، فنذر ان وجدها مكانها عندما يعود ان يبني بها جامعا في نفس المكان. وهذا ما حدث.
أعيد بناء المسجد في عهد نظام معمر القذافي و حاولت اللجان الثورية تغيير أسم المسجد إلى مسجد الفاتح ورفض وزير الشباب والشؤون الاجتماعية الدكتور عبدالحميد الصيد الزنتاني ذلك محتفظاً بأسمه القديم، تم إفتتاح الجامع بحلته الجديدة في 27 من رمضان سنة 1973 من قبل وزير الشباب والشؤون الإجتماعية وكان أكبر مسجد في ليبيا وقتها

## موقع المسجد
يطل المسجد على شارع الجمهورية، ويقع بالقرب من مستشفى طرابلس المركزي (مستشفى شارع الزاوية)

## انحراف القبلة بالمسجد
أفتت دار الإفتاء الليبية بتصحيح الانحراف الموجود في جهة القبلة، وان يصلي المصلون في اتجاهها، مخالفين اتجاه البناء، بعدما تبين أن هناك انحراف بمقدار 26 درجة عن اتجاه القبلة.